# William Bowles
William o Guillermo Bowles, geòleg irlandès (Cork vers 1720-Madrid 1780). Fou contractat pel govern espanyol a través d'Antonio de Ulloa, per tal de millorar tècnicament les mines d'Almadén. Es traslladà a Madrid el 1752 i, protegit pel ministre R. Wall, viatjà per tota la Península, fent-hi importants estudis geològics. Escriví Introducción a la historia natural y a la geografía física de España (1775), que fou la principal descripció geogràfica d'Espanya a la seva època i exercí una considerable influència sobre diversos viatgers estrangers que visitaren posteriorment el país, com J.T. Dillon, F. Peyron i J. Townsend.